# LEP
El LEP (Large Electron-Positron Collider, «gran col·lisionador electró-positró») era un accelerador-col·lisionador d'electrons i positrons circular de 27 km de circumferència, situat a cent metres sota terra a la frontera entre França i Suïssa. Actualment està reemplaçat pel gran col·lisionador d'hadrons (LHC). Era l'últim pas del complex d'acceleradors del CERN. Els electrons i positrons hi eren injectats i accelerats fins a l'energia final de col·lisió mitjançant l'ús de cavitats de radiofreqüència. Un sistema d'imants dipolars corbava els feixos d'electrons i positrons el que les obligava a seguir una trajectòria circular.
En el LEP, els electrons i els positrons circulaven en sentits oposats a velocitats relativistes, agrupats en paquets (bunches) d'aproximadament 1,6 cm de longitud i una secció de 0,3 × 0,01 mm². Existien vuit punts de col·lisió, en quatre dels quals s'hi havien instal·lat experiments: ALEPH, DELPHI, L3 i OPAL.
El LEP va començar a operar l'agost de 1989 i encara que originalment va ser dissenyat per a la producció de bosons Z0 (la massa del qual és de 91,2 GeV/c²), amb energies per feix previstes per a la seva primera fase entorn dels 45 GeV i lluminositats de 1031 cm-2·s-1, les diferents millores que en els últims anys s'hi van introduir (incloent la instal·lació de cavitats superconductores) van permetre assolir energies per feix de fins a 104,5 GeV.
Posteriorment, s'anomenà LEP 2 (també LEP200 o LEP-II) la segona fase de l'accelerador de partícules, en la qual es va incrementar l'energia de col·lisió en el centre de masses per sobre dels 130 GeV. Aquest increment va permetre la producció de parells de bosons W± i Z0. S'esperava que els successius increments suposessin, fins i tot, arribar al llindar de producció de noves partícules com, per exemple, el bosó de Higgs. A la tardor de 2000, el LEP s'aturà definitivament i es començà a desmantellar per fer servir el seu túnel en la construcció del nou LHC.
Les energies de col·lisió assolides en el sistema centre de masses cada any de funcionament del LEP 2, i la lluminositat integrada corresponent recollida a l'experiment DELPHI, poden veure's a la taula següent:
| Energia (GeV) | Data                   | Lluminositat integrada (pb-1) |
| ------------- | ---------------------- | ----------------------------- |
| 130 - 136     | novembre, 1995         | 6                             |
| 161           | juliol/agost, 1996     | 10                            |
| 172           | octubre/novembre, 1996 | 10                            |
| 183           | 1997                   | 54                            |
| 189           | 1998                   | 158                           |
| 192           | juliol, 1999           | 26                            |
| 196           | juliol/agost, 1999     | 77                            |
| 200           | agost/setembre, 1999   | 84                            |
| 202           | octubre/novembre, 1999 | 41                            |
| 203 - 208     | 2000                   | 224                           |